# James Connolly (atlet)
 Der er flere personer med dette navn, se James Connolly.
James Brendan Bennet Connolly (født 28. november 1868 i Boston, død 20. januar 1957 i Brookline) var en amerikansk forfatter og atlet, som deltog i de første moderne olympiske lege i 1896 i Athen samt legene i 1900 i Paris og de olympiske mellemlege 1906 i Athen.

## Sportskarriere
Connolly trodsede råd fra sin dekan på Harvard University om ikke at tage til Athen til de første olympiske lege i 1896, fordi hans niveau på studierne ikke var så gode. Connolly valgte alligevel at deltage i legene og stille op i tre af de fire discipliner, han var tilmeldt i (han deltog ikke i 110 meter hækkeløb). Den første var trespring, som var den første finale ved legene og fandt sted 6. april 1896. Der deltog syv springere fra fem nationer, og der var ikke præcise regler for springets udførelse. Første springer var franske Alexandre Tuffèri, der hoppede, tog et skridt og derpå et endeligt hop. Han sprang 12,70 m, mens Ioannis Persakis fra Grækenland tog to skridt og derpå et spring; han nåede ud på 12,52 m. Sidste springer var Connolly, der tog to hop på højre fod og derpå et spring, hvorved han nåede ud på 13,71 m. Det var nok til sejren, og dermed blev Connolly den første olympiske mester i over 1500 år. Dagen efter deltog han i længdespring, hvor der var ni deltagere fra fem nationer. Amerikanerne var her overlegne, og sejrherre blev Ellery Clark med 6,35 m foran Bob Garrett med 6,00 m og Connolly med 5,84 m. Et par dage senere deltog han også i højdespring, hvor der blot deltog fem springere fra tre nationer, heriblandt de tre amerikanere fra længdespring. Konkurrencen begyndte med 1,50 m, som alle deltagerne kom over. Da højden kom på 1,65 m, var det kun de tre amerikanere, der klarede højden, og både Connolly og Garrett kom ikke højere, så Clark blev olympisk mester og nåede op på 1,81 m.
Fire år senere deltog han også i OL 1900 i Paris, og her var han tilmeldt i trespring, både normal og stående uden tilløb. Han deltog dog kun i den normale konkurrence, som egentlig ikke var på programmet, men blev afholdt på foranledning af flere atleter, fordi de ikke forstod den anden udgave. Connolly sprang bedre end ved legene fire år forinden, da han nåede ud på 13,97 m, men hans landsmand Meyer Prinstein kom ud på 14,47 m og blev dermed olympisk mester; endnu en amerikaner, Lewis Sheldon, sprang 13,64 m og blev nummer tre.
Connolly deltog en sidste gang ved de olympiske mellemlege 1906 i Athen, hvor han var tilmeldt i seks discipliner, men kun deltog i længdespring og trespring, dog uden at opnå placeringer.

## Videre karriere
Connolly vendte ikke tilbage til Harvard, men gjorde i første omgang tjeneste i United States Navy. I 1898 var han med den 9. Massachusetts Infantry ved belejringen af Santiago de Cuba under den spansk-amerikanske krig. I 1912 stillede han op ved valget til Kongressen for de Progressive, men blev blev ikke valgt ind.
I 1916 fulgte han med general John J. Pershing, der foretog en "strafekspedition" ind i Mexico, hvor Connolly skrev om den for bladet Collier's, og året efter blev han søkrigskorrespondent i Europa for bladet.
Han forblev forfatter resten af sit liv, og da han omsider igen satte fødderne på Harvard 50 år senere, var han som en kendt forfatter blevet inviteret til at tale om litteratur på universitetet.

## Olympiske medaljer[a]
- Guld 1896: Trespring, 13,71
- Sølv 1896: Højdespring 1,65
- Bronze 1896: Længdespring 5,84
- Sølv 1900: Trespring 13,97

## Personlige rekorder
- Højdespring: 1,65 (1896)
- Længdespring: 6,11 (1896)
- Trespring: 13,97 (1900)